# The Listener – Hellhörig/Episodenliste

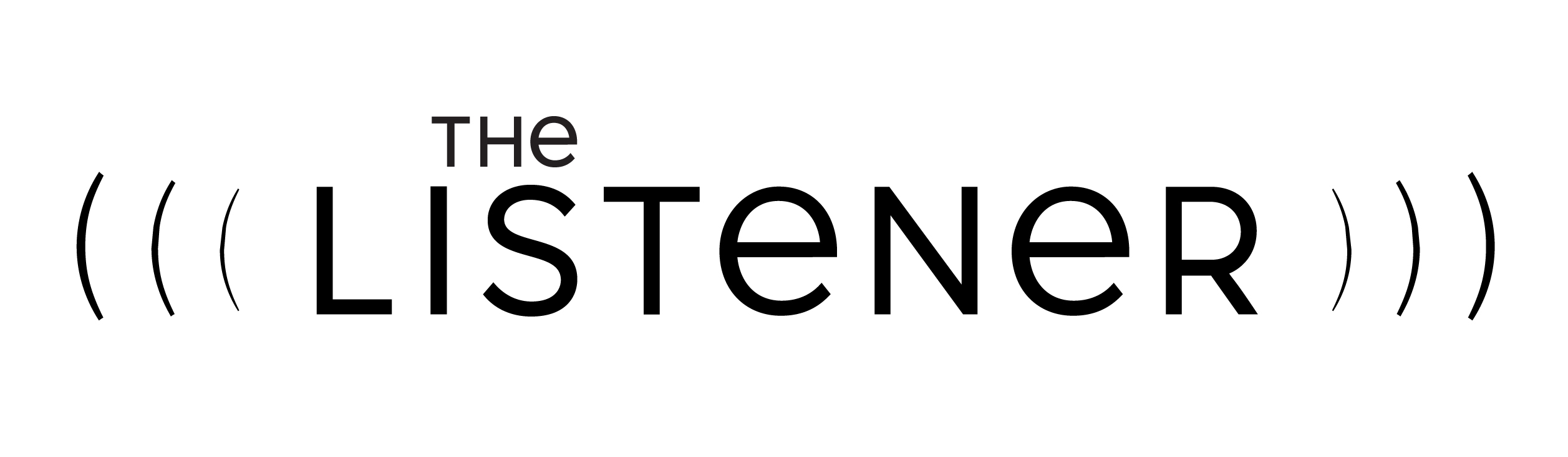
Logo zur Serie

Diese Episodenliste enthält alle Episoden der kanadischen Mysteryserie The Listener – Hellhörig, sortiert nach der kanadischen Erstausstrahlung. Zwischen 2009 und 2014 entstanden in insgesamt fünf Staffeln 65 Episoden mit einer Länge von jeweils etwa 42 Minuten.

## Übersicht
| Staffel | Episodenanzahl | Erstausstrahlung Kanada | Erstausstrahlung Kanada | Erstausstrahlung USA | Erstausstrahlung USA | Deutschsprachige Erstausstrahlung | Deutschsprachige Erstausstrahlung |
| Staffel | Episodenanzahl | Staffelpremiere         | Staffelfinale           | Staffelpremiere      | Staffelfinale        | Staffelpremiere                   | Staffelfinale                     |
| ------- | -------------- | ----------------------- | ----------------------- | -------------------- | -------------------- | --------------------------------- | --------------------------------- |
| 1       | 13             | 3. Juni 2009            | 27. August 2009         | 3. März 2009         | 26. Mai 2009         | 30. Januar 2010                   | 3. April 2010                     |
| 2       | 13             | 8. Februar 2011         | 31. August 2011         | 1. März 2011         | 24. Mai 2011         | 21. September 2011                | 14. Dezember 2011                 |
| 3       | 13             | 30. Mai 2012            | 12. September 2012      |                      |                      | 20. Juni 2012                     | 5. September 2012                 |
| 4       | 13             | 29. Mai 2013            | 28. August 2013         |                      |                      | 4. September 2013                 | 20. November 2013                 |
| 5       | 13             | 26. Mai 2014            | 18. August 2014         |                      |                      |                                   |                                   |

## Staffel 1
Die Erstausstrahlung der ersten Staffel war vom 3. März bis zum 26. Mai 2009 auf dem US-amerikanischen Fernsehsender NBC zu sehen. In Kanada wurde die Serie zwischen dem 3. Juni und dem 27. August 2009 auf CTV ausgestrahlt. Die deutschsprachige Erstausstrahlung zeigte RTL II vom 30. Januar bis zum 3. April 2010.
| Nr. (ges.) | Nr. (St.) | Deutscher Titel      | Originaltitel              | Erstausstrahlung K | Deutschsprachige Erstausstrahlung (D) | Regie          | Drehbuch                    | Erstausstrahlung USA |
| ---------- | --------- | -------------------- | -------------------------- | ------------------ | ------------------------------------- | -------------- | --------------------------- | -------------------- |
| 1          | 1         | Die Gabe             | I’m an Adult Now           | 3. Juni 2009       | 30. Jan. 2010                         | Clement Virgo  | Michael Amo                 | 3. März 2009         |
| 2          | 2         | Seelenretter         | Emotional Rescue           | 4. Juni 2009       | 6. Feb. 2010                          | Ken Girotti    | Russ Cochrane               | 10. März 2009        |
| 3          | 3         | Der stumme Schrei    | A Voice in the Dark        | 11. Juni 2009      | 13. Feb. 2010                         | Clement Virgo  | Michael Amo                 | 17. März 2009        |
| 4          | 4         | Was Frauen denken    | Some Kind of Love          | 18. Juni 2009      | 30. Jan. 2010                         | Clement Virgo  | Larry Lalonde & Phil Bedard | 24. März 2009        |
| 5          | 5         | Wer ist Lisa Greyson | Lisa Says                  | 2. Juli 2009       | 20. Feb. 2010                         | Kari Skogland  | Dennis Heaton               | 31. März 2009        |
| 6          | 6         | Die Drachenlady      | Foggy Notion               | 9. Juli 2009       | 27. Feb. 2010                         | Clement Virgo  | Jeremy Boxen                | 7. Apr. 2009         |
| 7          | 7         | Iris                 | Iris                       | 16. Juli 2009      | 6. März 2010                          | Stephen Surjik | Michael Amo                 | 14. Apr. 2009        |
| 8          | 8         | Vergewaltigt         | One Way or Another         | 23. Juli 2009      | 13. März 2010                         | Stephen Surjik | Dennis Heaton               | 21. Apr. 2009        |
| 9          | 9         | Böse Bonbons         | Inside the Man             | 30. Juli 2009      | 13. März 2010                         | Clement Virgo  | Michael Amo                 | 28. Apr. 2009        |
| 10         | 10        | Türkischer Honig     | Missing                    | 6. Aug. 2009       | 13. März 2010                         | TJ Scott       | Avrum Jacobson              | 5. Mai 2009          |
| 11         | 11        | Rabeneltern          | Beginning to See the Light | 13. Aug. 2009      | 20. März 2010                         | Clement Virgo  | Avrum Jacobson              | 12. Mai 2009         |
| 12         | 12        | Ich war William      | The 13th Juror             | 20. Aug. 2009      | 27. März 2010                         | Kari Skogland  | Russ Cochrane               | 19. Mai 2009         |
| 13         | 13        | Die Reise zum Ich    | The Journey                | 27. Aug. 2009      | 3. Apt. 2010                          | Clement Virgo  | Michael Amo                 | 26. Mai 2009         |

## Staffel 2
Die Erstausstrahlung der ersten zehn Folgen der zweiten Staffel war vom 8. Februar bis zum 22. April 2011 auf dem kanadischen Fernsehsender CTV zu sehen. Die restlichen drei Folgen wurden vom 10. bis zum 24. Mai 2011 auf NBC erstausgestrahlt. Die deutschsprachige Erstausstrahlung erfolgte vom 21. September 2011 bis 14. Dezember 2011 bei Fox Channel Germany im Pay-TV.
| Nr. (ges.) | Nr. (St.) | Deutscher Titel                   | Originaltitel       | Erstausstrahlung K | Deutschsprachige Erstausstrahlung (D) | Regie          | Drehbuch                          | Erstausstrahlung USA |
| ---------- | --------- | --------------------------------- | ------------------- | ------------------ | ------------------------------------- | -------------- | --------------------------------- | -------------------- |
| 14         | 1         | Die Fremde im See                 | Lady in the Lake    | 9. Feb. 2011       | 21. Sep. 2011                         | Kari Skogland  | Ben Sokolowski                    | 1. März 2011         |
| 15         | 2         | Im Kopf des Mörders               | Crime Seen          | 15. Feb. 2011      | 28. Sep. 2011                         | Charles Binamé | Jason Sherman                     | 8. März 2011         |
| 16         | 3         | Blut und Fahneneid                | In His Sights       | 22. Feb. 2011      | 5. Okt. 2011                          | Charles Binamé | Wil Zmak                          | 15. März 2011        |
| 17         | 4         | Drei Brüder für einen Mord        | The Brothers Volkov | 8. März 2011       | 12. Okt. 2011                         | Kari Skogland  | Jason Sherman & Jocelyn Cornforth | 22. März 2011        |
| 18         | 5         | Die schwarze Acht                 | Inner Circle        | 15. März 2011      | 19. Okt. 2011                         | Kari Skogland  | Matt MacLennan                    | 29. März 2011        |
| 19         | 6         | Der Magier                        | The Magician        | 22. März 2011      | 26. Okt. 2011                         | Clement Virgo  | Wil Zmak                          | 5. Apr. 2011         |
| 20         | 7         | Das Ass im Ärmel                  | Ace in the Hole     | 1. Apr. 2011       | 2. Nov. 2011                          | Kari Skogland  | Cal Coons                         | 12. Apr. 2011        |
| 21         | 8         | Botschaft aus dem Reich der Toten | Vanished            | 8. Apr. 2011       | 9. Nov. 2011                          | Clement Virgo  | Shernold Edwards                  | 19. Apr. 2011        |
| 22         | 9         | Die Posaunen von Jericho          | Jericho             | 15. Apr. 2011      | 16. Nov. 2011                         | Farhad Mann    | Lisa Steele                       | 26. Apr. 2011        |
| 23         | 10        | Ein Schuss ins Knie               | Desperate Hours     | 22. Apr. 2011      | 23. Nov. 2011                         | Clement Virgo  | Daegan Fryklind                   | 3. Mai 2011          |
| 24         | 11        | Das letzte Abendmahl              | To Die For          | 17. Aug. 2011      | 30. Nov. 2011                         | Charles Binamé | Jason Sherman                     | 10. Mai 2011         |
| 25         | 12        | Kopf-Gewitter                     | Eye Of The Storm    | 24. Aug. 2011      | 7. Dez. 2011                          | Clement Virgo  | Peter Mitchell                    | 17. Mai 2011         |
| 26         | 13        | Tödliche Gedanken                 | Reckoning           | 31. Aug. 2011      | 14. Dez. 2011                         | Kari Skogland  | Cal Coons                         | 24. Mai 2011         |

## Staffel 3
Die Erstausstrahlung der ersten zwölf Folgen der dritten Staffel fand vom 30. Mai bis zum 5. September 2012 auf dem kanadischen Fernsehsender CTV statt. Die deutschsprachige Erstausstrahlung erfolgte vom 20. Juni bis 5. September 2012 bei Fox Channel Germany im Pay-TV. Eine US-amerikanische Erstausstrahlung wurde noch nicht gesendet.
| Nr. (ges.) | Nr. (St.) | Deutscher Titel       | Originaltitel       | Erstausstrahlung K | Deutschsprachige Erstausstrahlung (D) | Regie               | Drehbuch                   | Erstausstrahlung USA |
| ---------- | --------- | --------------------- | ------------------- | ------------------ | ------------------------------------- | ------------------- | -------------------------- | -------------------- |
| 27         | 1         | Bankgeheimnis         | The Bank Job        | 30. Mai 2012       | 20. Juni 2012                         | Farhad Mann         | Peter Mohan                | —                    |
| 28         | 2         | Silberstern           | Cold Case Blues     | 6. Juni 2012       | 27. Juni 2012                         | Paul Fox            | Cal Coons                  | —                    |
| 29         | 3         | Der letzte Vorhang    | Curtain Call        | 13. Juni 2012      | 4. Juli 2012                          | Farhad Mann         | James Hurst                | —                    |
| 30         | 4         | Der Sohn des Monsters | The Taking          | 20. Juni 2012      | 11. Juli 2012                         | Paul Fox            | Ken Cuperus                | —                    |
| 31         | 5         | Schmetterling         | Rogues’ Gallery     | 27. Juni 2012      | 18. Juli 2012                         | Peter Stebbings     | Wil Zmak                   | —                    |
| 32         | 6         | Artemis               | She Sells Sanctuary | 11. Juli 2012      | 25. Juli 2012                         | Kari Skogland       | Karen Walton               | —                    |
| 33         | 7         | Gift                  | Poisoned Minds      | 18. Juli 2012      | 1. Aug. 2012                          | Cal Coons           | Derek Schreyer             | —                    |
| 34         | 8         | Schuss nach hinten    | Now You See Him     | 25. Juli 2012      | 8. Aug. 2012                          | Robert Lieberman    | James Hurst                | —                    |
| 35         | 9         | Der Fremde im Zug     | Crossed             | 15. Aug. 2012      | 15. Aug. 2012                         | Charles Binamé      | Karen Walton               | —                    |
| 36         | 10        | Good Bye Olivia       | Lockdown            | 22. Aug. 2012      | 22. Aug. 2012                         | Stefan Pleszczynski | Peter Mohan                | —                    |
| 37         | 11        | Captain Nightfall     | Captain Nightfall   | 29. Aug. 2012      | 29. Aug. 2012                         | John L’Ecuyer       | Ken Cuperus                | —                    |
| 38         | 12        | Beste Freunde         | The Bro Code        | 5. Sep. 2012       | 5. Sep. 2012                          | Robert Lieberman    | Peter Mohan & Ken Cuperus  | —                    |
| 39         | 13        | Der Schuss            | The Shooting        | 12. Sep. 2012      | 5. Sep. 2012                          | Stefan Pleszczynski | James Hurst & Karen Walton | —                    |

## Staffel 4
Die Erstausstrahlung der vierten Staffel war vom 29. Mai bis zum 28. April 2013 auf dem kanadischen Fernsehsender CTV zu sehen. Die deutschsprachige Erstausstrahlung erfolgte vom 4. September bis 20. November 2012 bei Fox Channel Germany im Pay-TV. Eine US-amerikanische Erstausstrahlung wurde noch nicht gesendet.
| Nr. (ges.) | Nr. (St.) | Deutscher Titel             | Originaltitel               | Erstausstrahlung K | Deutschsprachige Erstausstrahlung (D) | Regie            | Drehbuch          | Erstausstrahlung USA |
| ---------- | --------- | --------------------------- | --------------------------- | ------------------ | ------------------------------------- | ---------------- | ----------------- | -------------------- |
| 40         | 1         | Zwischen Gestern und Morgen | Blast From the Past         | 29. Mai 2013       | 4. Sep. 2013                          | Rob Lieberman    | Peter Mohan       | —                    |
| 41         | 2         | Panzerbrecher               | The Blue Line               | 5. Juni 2013       | 11. Sep. 2013                         | Rob Lieberman    | Peter Mohan       | —                    |
| 42         | 3         | Der Balkonsturz             | Early Checkout              | 12. Juni 2013      | 18. Sep. 2013                         | Peter Stebbings  | Cal Coons         | —                    |
| 43         | 4         | Tiefgekühlt                 | Cold Storage                | 19. Juni 2013      | 25. Sep. 2013                         | Farhad Mann      | Avrum Jacobson    | —                    |
| 44         | 5         | Bitte anschnallen!          | Buckle Up                   | 26. Juni 2013      | 2. Okt. 2013                          | Brad Walsh       | Brendon Yorke     | —                    |
| 45         | 6         | Nummer Vier                 | Witness for the Prosecution | 10. Juli 2013      | 9. Okt. 2013                          | Farhad Mann      | James Hurst       | —                    |
| 46         | 7         | Familienkämpfe              | Caged In                    | 17. Juli 2013      | 16. Okt. 2013                         | Clement Virgo    | Lara Azzopardi    | —                    |
| 47         | 8         | Tod im Feuer                | The Illustrated Woman       | 24. Juli 2013      | 23. Okt. 2013                         | Paul Fox         | Scott Oleszkowicz | —                    |
| 48         | 9         | Der Kochbuch-Club           | Love’s a Bitch              | 31. Juli 2013      | 30. Okt. 2013                         | Peter Stebbings  | Peter Mitchell    | —                    |
| 49         | 10        | Der beste Jahrgang          | The Long Con                | 7. Aug. 2013       | 5. Nov. 2013                          | Keith Samples    | James Hurst       | —                    |
| 50         | 11        | Das Haus des Schreckens     | House of Horror             | 14. Aug. 2013      | 13. Nov. 2013                         | Harvey Crossland | Ken Cuperus       | —                    |
| 51         | 12        | Falsche Pässe               | False I.D.                  | 21. Aug. 2013      | 20. Nov. 2013                         | Cal Coons        | Brendon Yorke     | —                    |
| 52         | 13        | Die Operation               | Fatal Vision                | 28. Aug. 2013      | 20. Nov. 2013                         | Brad Walsh       | Peter Mohan       | —                    |

## Staffel 5
Die Erstausstrahlung der fünften Staffel war vom 26. Mai 2014 bis zum 18. August 2014 auf dem kanadischen Fernsehsender CTV zu sehen. Sowohl eine US-amerikanische als auch eine deutschsprachige Erstausstrahlung wurde noch nicht gesendet.
| Nr. (ges.) | Nr. (St.) | Deutscher Titel | Originaltitel          | Erstausstrahlung K | Deutschsprachige Erstausstrahlung (—) | Regie            | Drehbuch                              | Erstausstrahlung USA |
| ---------- | --------- | --------------- | ---------------------- | ------------------ | ------------------------------------- | ---------------- | ------------------------------------- | -------------------- |
| 53         | 1         | —               | The Wrong Man          | 26. Mai 2014       | —                                     | Bradley Walsh    | Peter Mohan                           | —                    |
| 54         | 2         | —               | The Lockup             | 2. Juni 2014       | —                                     | Bradley Walsh    | Michelle Ricci                        | —                    |
| 55         | 3         | —               | Dancing With The Enemy | 9. Juni 2014       | —                                     | T. W. Peacocke   | Lara Azzopardi                        | —                    |
| 56         | 4         | —               | Smoke and Mirrors      | 16. Juni 2014      | —                                     | TW Peacocke      | James Hurst                           | —                    |
| 57         | 5         | —               | Game Over              | 23. Juni 2014      | —                                     | Bradley Walsh    | Ken Cuperus                           | —                    |
| 58         | 6         | —               | Man In The Mirror      | 30. Juni 2014      | —                                     | Bradley Walsh    | Ken Cuperus                           | —                    |
| 59         | 7         | —               | Amuse Bouche           | 7. Juli 2014       | —                                     | Peter Stebbings  | Jackie May                            | —                    |
| 60         | 8         | —               | White Whale            | 14. Juli 2014      | —                                     | Don McCutcheon   | Jackie May                            | —                    |
| 61         | 9         | —               | The Fugitive           | 21. Juli 2014      | —                                     | Peter Stebbings  | Brendon Yorke                         | —                    |
| 62         | 10        | —               | Family Secrets         | 28. Juli 2014      | —                                     | Peter Stebbings  | Lara Azzopardi                        | —                    |
| 63         | 11        | —               | Zero Recall            | 4. Aug. 2014       | —                                     | James Dunnison   | James Hurst                           | —                    |
| 64         | 12        | —               | An Innocent Man        | 11. Aug. 2014      | —                                     | Harvey Crossland | Jackie May James Hurst Lara Azzopardi | —                    |
| 65         | 13        | —               | In Our Midst           | 18. Aug. 2014      | —                                     | Peter Stebbings  | Peter Mohan                           | —                    |